# Ранцони, Густав
Ранцони, Густав (нем. Gustav Ranzoni, 10 мая 1826, Унтернальб — 19 октября 1900, Вена) — австрийский художник.
Родился в городе Унтернальб (Нижняя Австрия) в семье судьи. Закончил Политехнический институт. Учась в институте, посещал занятия в Венской академии изящных искусств. Его учителем был известный австрийский художник-анималист и пейзажист Антон Шрёдль (нем. Anton Schrödl) (1820—1906). С 1858 года Ранцони начал выставлять свои работы в Академии. Некоторое время был техником и участвовал в строительстве железной дороги Лайбах (Любляна) — Триест.Позднее посвятил себя целиком живописи. Жил и работал в Вене и ее окрестностях. Совершил поездки в Альпы, Верхнюю Италию. Принимал участие в выставках, в том числе и международных. В изображении животных и пейзажа исходил из традиций стиля бидермейер. Считался одним из лучших пейзажистов Австрии. Особенно ему удавались изображения коров и овец.